# Diagramma
Genre
Diagramma est un genre de poissons de la famille des Haemulidae. Ils sont appelés « sweetlips » en anglais, et « gaterins » ou « diagrammes » en français. 

## Liste des espèces
Selon FishBase (21 octobre 2014), World Register of Marine Species (21 octobre 2014) et ITIS (21 octobre 2014) :
- Diagramma centurio Cuvier, 1830
- Diagramma labiosum Macleay, 1883
- Diagramma melanacrum Johnson & Randall, 2001
- Diagramma pictum (Thunberg, 1792)
- Diagramma punctatum Cuvier, 1830